# Johann Nikolaus Hert

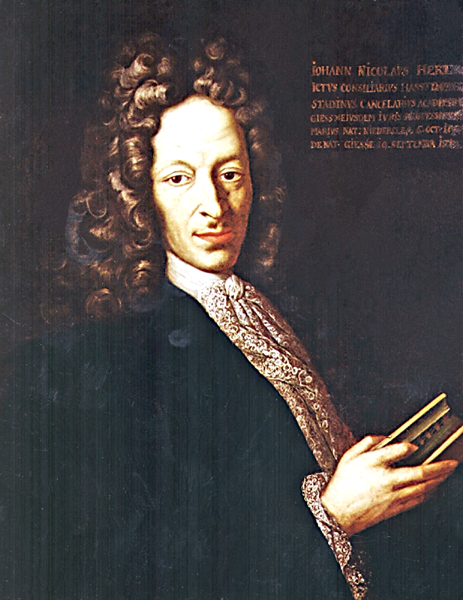
Johann Nikolaus Hert, Gießener Professorengalerie

Johann Nikolaus Hert (auch: Hertius, Hertz; * 6. Oktober 1651 in Niederkleen; † 19. September 1710 in Gießen) war ein deutscher Rechtswissenschaftler.

## Leben
Hert entstammte einer hessischen Familie, deren Stammvater Jacob Hert war (* in Großen-Linden 1586, † in Wetzlar als Oberpfarrer ebendort, beigesetzt im Wetzlarer Dom am 4. April 1658). Nach seinem Grabmal hatte er acht Kinder: sechs Söhne und zwei Töchter. Seine Ehefrau war Salome, eine Tochter des Amtmanns Philipp Groß zu Kirchhain und von dessen Gemahlin, einer Schwester des Ludwig Landau, Abts zu Hersfeld.
Geboren als Sohn eines Pfarrers, genoss er zunächst bei seinem Vater die erste Ausbildung und wurde dann durch einen Hauslehrer unterrichtet. 1664 bezog er das Gymnasium in Gießen, 1667 die Universität Gießen, er wechselte an die Universität Jena, die Universität Leipzig und die Universität Wittenberg. 1676 war er zurückgekehrt nach Gießen, erwarb er sich das Lizentiat der Rechte, wurde Advokat der fürstlichen Kanzlei und hielt an der Universität verschiedene Vorlesungen.
1683 wurde er zum ordentlichen Professor der Staatslehre berufen und außerordentlicher Professor der Rechtswissenschaften. Nachdem er 1686 zum Doktor der Rechtswissenschaften promoviert hatte, wurde er ordentlicher Professor an der juristischen Fakultät und rückte bis 1702 in die oberste Professur auf. Er wurde Assessor am hessischen Hofgericht, wurde Inspektor der akademischen Finanzen und am 26. Februar 1710 Kanzler der Gießener Hochschule, sowie 1707 hessischer Rat.
Als Rechtswissenschaftler versuchte er sein Fachgebiet mit Philosophischen und historischen Elementen zu bereichern. Viele seiner Schriften enthalten Erläuterungen deutscher Altertümer, des Staats und Lehnrechts. Aber auch dem bürgerlichen und natürlichen Rechten widmete er seine Schriften.
Herts Bruder Johann Christoph Hert war Professor der Medizin an der Gießener Universität.

## Werkauswahl

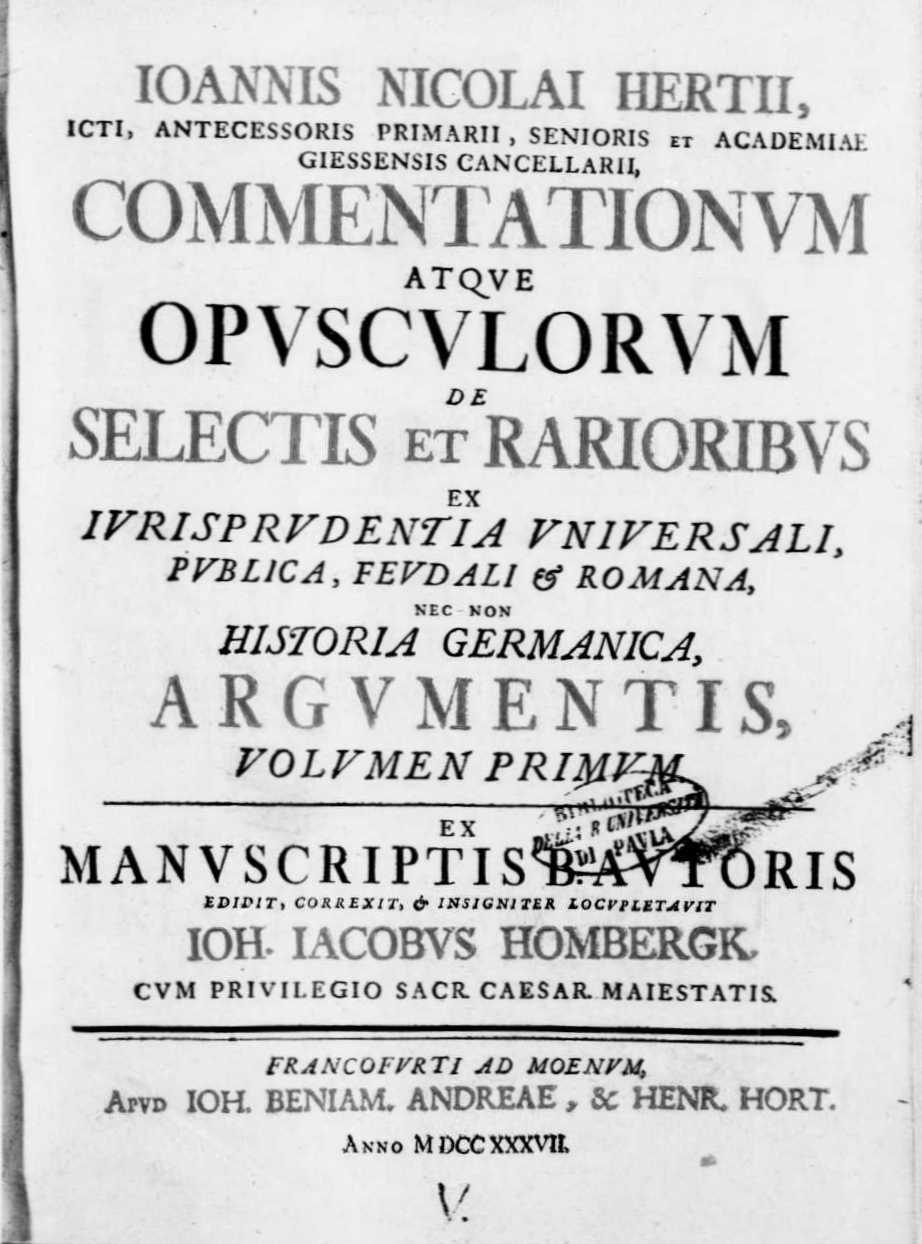
Commentationes atque opuscula de selectis et rarioribus ex iurisprudentia universali, 1737

- Elementa prudentiae civilis, 1703, 1712 Erstausgabe als Specimen prud civil., 1689
- Tract. Jur, publ. De Statuum imper G. jure reformandi juxta tempor seriem, 1710, 1726
- Responsa et consilia cum deluct. Nonnullis, 1729-30 2 Bd.
- Commentationes atque opuscula, 1700, 1713
  - Commentationes atque opuscula de selectis et rarioribus ex iurisprudentia universali. Band 1. Johann Benjamin Andreae (I) & Paul Heinrich Hort, Frankfurt am Main 1737 (Latein, beic.it).
  - Commentationes atque opuscula de selectis et rarioribus ex iurisprudentia universali. Band 2. Johann Benjamin Andreae (I) & Paul Heinrich Hort, Frankfurt am Main 1737 (Latein, beic.it).
- Epidipnis, 1689
- Paroemiarrum conspectus
- De herede. Occisi vindice